# نهر بيكسي (باهيا)
نهر بيكسي في باهيا هو نهر يقع في ولاية باهيا شرق دولة البرازيل.